# Ana-Maria Botsari
Ana-Maria Botsari, gr. Αννα-Μαρία Μπότσαρη (ur. 5 października 1972) – grecka szachistka i trenerka szachowa, arcymistrzyni od 1993 roku. W latach 1995–1999 występowała pod nazwiskiem Botsari-Miladinović (była wówczas żoną Igora Miladinovicia).

## Kariera szachowa
Do ścisłej czołówki greckich szachistek należy od połowy lat 80. XX wieku. W 1985 i 1986 r. zdobyła złote medale mistrzostw kraju juniorek do 20 lat. Była również dwukrotną medalistką mistrzostw świata juniorek: brązową (Timișoara 1988, do 16 lat) oraz srebrną (Mamaia 1991, do 20 lat). Wielokrotnie startowała w finałach indywidualnych mistrzostw Grecji, ośmiokrotnie (1986, 1988, 1997, 2001, 2002, 2006, 2008, 2010) zdobywając złote medale. Pomiędzy 1986 a 2008 r. uczestniczyła we wszystkich w tym okresie 12 szachowych olimpiadach (w tym pięciokrotnie na I szachownicy), natomiast w latach 1992–2007 siedmiokrotnie (4 razy na I szachownicy) na drużynowych mistrzostwach Europy, w 1992 r. w Debreczynie zdobywając złoty medal za indywidualny wynik na II szachownicy.
Największe sukcesy na arenie międzynarodowej odniosła w turniejach strefowych (eliminacjach mistrzostw świata), w turnieju tego cyklu zwyciężając w 1993 r. w Nea Makri oraz dzieląc I miejsce w 1990 r. w Puli (wspólnie z Vesną Misanović, Suzaną Maksimović i Mariną Makropulu). Trzykrotnie (1990, 1991, 1993) startowała w turniejach międzystrefowych, najlepszy rezultat odnosząc w 1993 r. w Dżakarcie, gdzie w stawce 39 zawodniczek zajęła IX miejsce. W 2004 r. podzieliła III miejsce (za Moniką Soćko i Cristiną Foișor, wspólnie z Janą Krivec) w turnieju Acropolis w Atenach.
Najwyższy ranking w dotychczasowej karierze osiągnęła 1 października 2003 r., z wynikiem 2394 punktów dzieliła wówczas 58–59. miejsce na światowej liście FIDE (wspólnie z Jeleną Sediną), jednocześnie zajmując 1. miejsce wśród greckich szachistek.